# The Tonight Show Band
La Tonight Show Band es la orquesta «legendaria» asociada con el The Tonight Show. Desde 1962 hasta la década de 1990, cuando el programa era The Tonight Show Starring Johnny Carson, la banda fue conocida como la NBC-TV Orchestra y el formato era el de un big band formado por 17 músicos, y un referente del jazz en la televisión estadounidense. 

## Historia
Se fundó en 1954, coincidiendo con la disolución de NBC Symphony Orchestra. Su primer director fijo, de 1954 a 1957, fue Skitch Henderson quien fue sustituido por Jose Melis en 1957, con la llegada de Jack Paar al programa en sustitución de Steve Allen. Henderson volvió a dirigir la banda en 1962 cuando Johnny Carson se hace cargo del programa. Carson aumentó considerablemente el presupuesto para el programa y Henderson pudo contratar algunos de los músicos de jazz más cotizados, incluyendo músicos de sesión y de estudio. Así, en distintos momentos, la banda contaba con Doc Severinsen, Clark Terry, Chuck Findley, Bobby Rosengarden,  Urbie Green, Ed Shaughnessy, Ernie Royal, Bucky Pizzarelli, Bob Haggart, Grady Tate, Derek Smith, Urbie Green, Will Bradley, Ernie Watts, Sonny Russo, Jimmy Maxwell, Shelly Manne, Jack Sperling, Ed Shaughnessy,  Louie Bellson, Allen Vizzutti, y Snooky Young entre otros, que procedían de las big bands como las de Lionel Hampton, Jimmy Dorsey, Nelson Riddle, Benny Goodman y Count Basie que se habían disueltos en esa época.
En 1967, Doc Severinsen se hace cargo de la dirección de la banda, y se graban una serie de álbumes. En 1992, Jay Leno sustituye a Carson, y se contrata a Branford Marsalis como director musical y se reduce el número de músicos. En 1995, Kevin Eubanks se hace cargo de la banda y los músicos que se incorporan en esta época incluyen a Jeff "Tain" Watts y Kenny Kirkland.
En 2009, cuando Conan O'Brien se hace cargo del programa, trae consigo su propia banda liderada por Max Weinberg y forman la Max Weinberg and The Tonight Show Band y Eubanks es contratada con su banda para el The Jay Leno Show, como la Primetime Band.
Para 2014, con Jimmy Fallon en la conducción de The Tonight Show Starring Jimmy Fallon, se deja de usar la denominación "The Tonight Show Band", ya que la banda al igual que en Late Night mantienen el nombre The Roots.

## Discografía
Bajo la dirección musical de Severinsen, la bando graba varios álbumes:
- The Tonight Show Band (Amherst AMH-3311, 1986)
- The Tonight Show Band, Vol. II (Amherst AMH-3312, 1990)
- Once More... with Feeling! (Amherst AMH-94405, 1992)
- Merry Christmas (Amherst AMH-94406, 1992)